# فهم (إدراك)

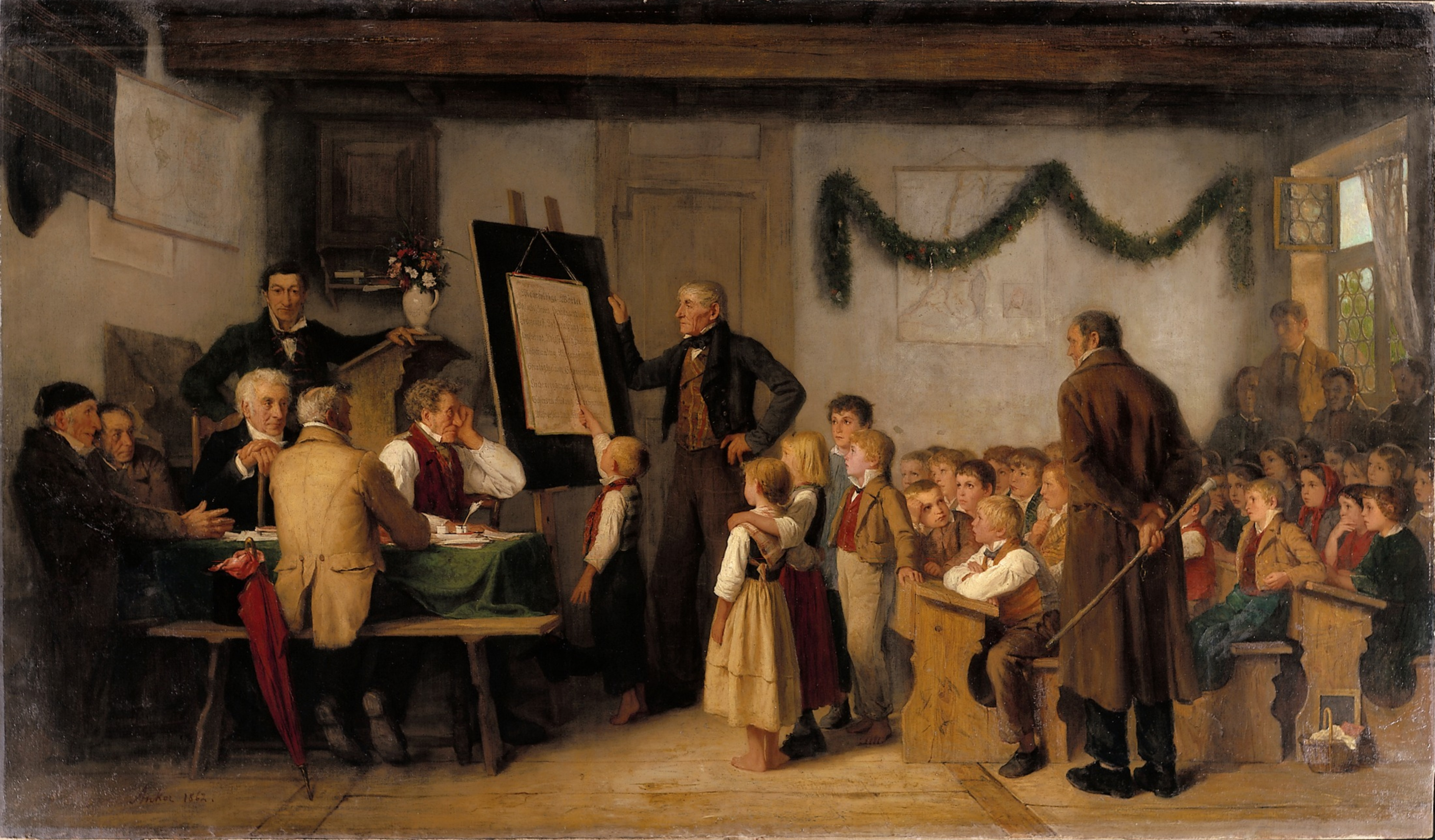

الفهم (بالإنجليزية: Understanding)هو عملية نفسية متعلقة بشئ مجرد أو بآخر فيزيائي مثل شخص، حالة أو رسالة معينة. حيث أن الفرد يمكن أن يفكر بخصوص هذا الشئ ويستخدم أفكاراً معينة للتعامل بشكل كاف ومفهوم مع هذا الشئ أو الحالة.
و قد يعني الفهم إدراك ما يعنيه شخص ما بالقول أو بالعمل، وقد يكون ذلك بالإشارة فهناك لغة الإشارة التي يتفاهم بها البكم، أو بالكلام المبطن الذي يعطي أكثر من معنى.
الفهم هو علاقة بين الشخص الذي يفهم وبين الشئ الذي يتم فهمه.
هناك مستوى عالي وراقي جداً من التفهم أو التفاهم عن طريق تبادل الخواطر دون النطق بكلمة أو تلميحة ويمكن أن يحدث ذلك عن بعد بين المتحدث والمتلقي.